# مجلس الدولة (فرنسا)
في فرنسا، مجلس الدولة (الفرنسية: Conseil d'État) هو هيئة حكومية تعمل كمستشار قانوني للسلطة التنفيذية، كما أنها المحكمة العليا للقضاء الإداري، وهي أحد فرعي النظام القضائي الفرنسي. أسسه نابليون عام 1799 خلفًا لمجلس الملك (Conseil du Roi)، يقع المجلس في القصر الملكي بباريس، ويتألف بشكل أساسي من كبار المسؤولين القانونيين. يُصنف نائب رئيس مجلس الدولة تاسع أهم موظف مدني في فرنسا.
أعضاء مجلس الدولة جزء من الهيئة العليا للدولة الفرنسية. يُعيَّن أعضاء مجلس الدولة بشكل رئيسي من بين أفضل خريجي المدرسة الوطنية للإدارة.

## تكوين
يرأس رئيس الوزراء، أو في حالة غيابه، وزير العدل، جلسات مجلس الدولة العامة. ومع ذلك، بما أن الرئاسة الفعلية للمجلس يتولىها نائب الرئيس،   فإن نائب رئيس مجلس الدولة يرأس عادةً جميع الجلسات باستثناء الجلسات الرسمية. ويحدث هذا أيضًا لأسباب واضحة تتعلق بفصل السلطات.
ويشمل الأعضاء الآخرون في المجلس، حسب الترتيب التنازلي للأهمية، ما يلي:
- رؤساء الأقسام
- المستشارون العاديون
- المستشارون فوق العادة
- سادة الطلبات
- سادة الطلبات الاستثنائية
- السادة الكبار (مدققو الدرجة الأولى)
- الماجستير (مدققو الدرجة الثانية)

يعّين نائب رئيس مجلس الدولة بموجب أمر وزاري بناءً على توصية وزير العدل ويتم اختياره من بين رؤساء أقسام المجلس أو المستشارين العاديين. ويتم تعيين رؤساء الأقسام بالمثل واختيارهم من بين المستشارين العاديين.
يعّين المستشارين العاديين ورؤساء اللجان وكبار الرؤساء بناءً على الأقدمية من الرتبة السابقة. قد يشمل المعينون من خارج المجلس قضاة القانون الإداري أو قد يأتون من خارج نظام العدالة. يتم تعيين الرؤساء من بين خريجي الأكاديمية الوطنية للإدارة في فرنسا. يقع المجلس في القصر الملكي الواقع في باريس.
ينقسم المجلس إلى 7 أقسام:
- المطالبات الإدارية - انظر أدناه.
- قسم التقارير والدراسات: يكتب التقرير السنوي ويجري الدراسات ويساعد في الإشراف على تنفيذ الأحكام والقرارات.
- قسم المالية، والقسم الداخلي، وقسم الرعاية الاجتماعية والضمان الاجتماعي، وقسم الأشغال العامة، ووقسم الشؤون الإدارية (الذي أُنشئ بموجب أمر صادر في مارس 2008) تراجع جميع الأوامر والأدوات القانونية الصادرة عن مجلس الوزراء، وتفحص وتوقع جميع أوامر المجلس (مراسيم مجلس الدولة). هذه المراجعات، على الرغم من كونها إلزامية، إلا أنها غير ملزمة. يدرس مجلس الدولة أيضًا القضايا والمشاكل القانونية المعروضة على مجلس الوزراء. بالإضافة إلى ذلك، فهو مسؤول عن إجراء عمليات تفتيش المحكمة الإدارية.

## تاريخ

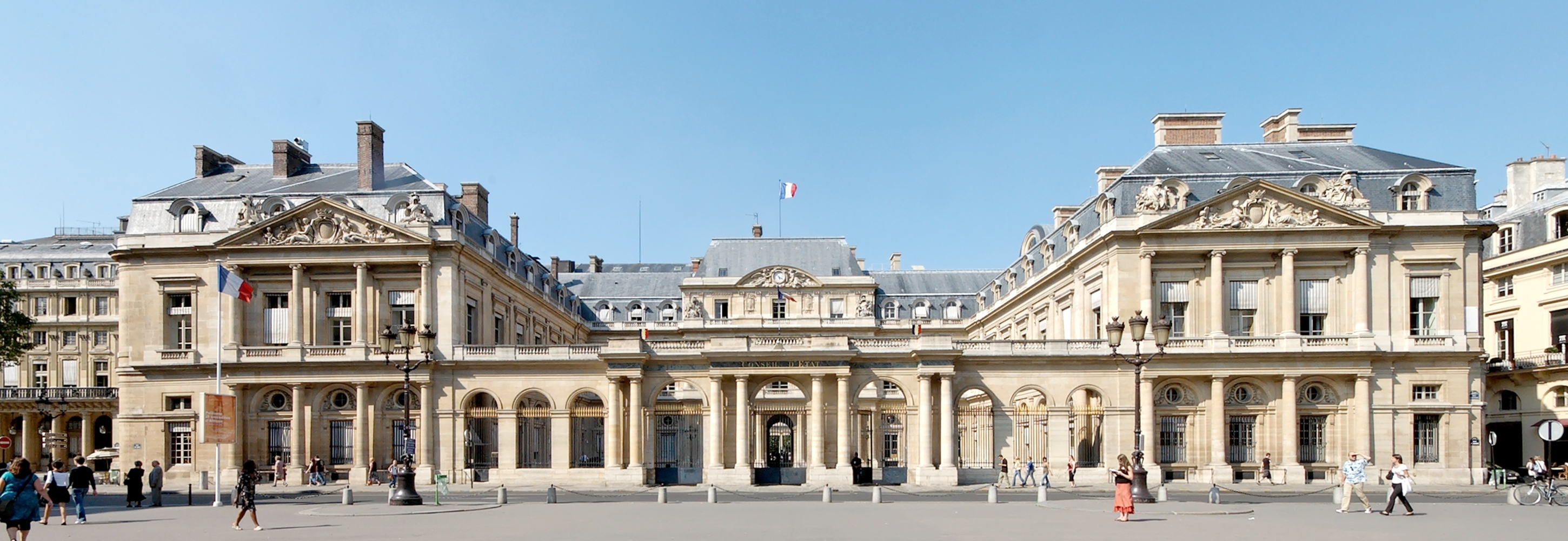
القصر الملكي في باريس، مقر المجلس

نشأ مجلس الدولة في القرن الثالث عشر، وفي ذلك الوقت انقسمت محكمة الملك إلى ثلاثة أقسام، كان أحدها مجلس الملك، والذي انقسم أيضًا إلى ثلاثة أقسام مميزة: المجلس السري والمجلس الخاص ومجلس المالية. أُعيد تنظيمه في عهد لويس الرابع عشر إلى مجموعتين رئيسيتين، مجلس الدولة الخاص، والمالية والإدارة، وهو السلف المباشر لمجلس الدولة. وقد جمع هذا المجلس مستشارين قانونيين وخبراء لتقديم المشورة للملك بشأن الدعاوى المرفوعة ضد التاج. تأسس هذا المجلس رسميًا عام 1557، وكان أكبر مجالس الملك، وكان يضم المستشار الأعلى لفرنسا، وأعضاء طبقة النبلاء، والوزراء ووزراء الدولة، والمراقب العام و30 مستشارًا للدولة و80 من رؤساء الطلبات، ومديري المالية. أما القسم القضائي من المجلس، فكان يُعرف باسم مجلس الدولة الخاص أو مجلس الأحزاب.
كان للملوك الفرنسيين سلطة إقامة العدل وإصدار الأحكام كمحكمة الملاذ الأخير، وقد فوّضوا هذه السلطة القضائية إلى المحاكم الملكية والبرلمانات. ومع ذلك، احتفظ الملك الفرنسي بسلطة تجاوزها متى شاء. وعلى وجه التحديد، احتفظ الملوك الفرنسيون بامتيازهم في البت في القضايا الرئيسية وإصدار الأحكام عندما تكون الأعمال الإدارية محل نزاع. واعتُبرت أحكام مجلس الدولة التابع للملك صادرة بموجب الولاية القضائية المتبقية للملك (العدالة الاحتياطية)، أي السلطة المحفوظة للملك لإقامة العدل في مسائل معينة. كما ساعد المستشارون القانونيون الملك في وضع قوانين جديدة، وبموجب الولاية القضائية المفوضة، مارسوا حقوقًا سيادية مباشرة (الحقوق الملكية).
أنشأت حكومة القناصل الفرنسية مجلس الدولة الحالي عام 1799 كهيئة قضائية للفصل في الدعاوى المرفوعة على الدولة والمساعدة في صياغة القوانين المهمة. ترأس القنصل الأول (الذي أصبح لاحقًا إمبراطورًا) جلسات المجلس، وقام المجلس بالعديد من وظائف مجلس الوزراء. بعد استعادة آل بوربون، احتفظ المجلس بدور المحكمة الإدارية، ولكن دون أهميته السابقة. وقد حُدد دوره بدقة أكبر بموجب قانون برلماني صدر عام 1872.
كان مجلس الدولة في الأصل محكمة ابتدائية ومحكمة نهائية، ولكن منذ إنشاء المحاكم الإدارية في عام 1953 ومحاكم الاستئناف الإدارية في عام 1987، أصبح بشكل متزايد محكمة إشرافية، مع دور محكمة الاستئناف في عدد صغير من المجالات. ينظر مجلس الدولة في الطعون المتعلقة بمسائل القانون من المحاكم الأدنى ويقدم آراء استشارية بشأن القانون بناءً على الإحالة من المحاكم الأدنى. يوجد أسفله 42 محكمة إدارية من الدرجة الأولى (tribunaux administratifs) و8 محاكم استئناف إدارية (cours administratives d'appel).

## الدور الاستشاري
يتعين على المجلس فحص أنواع معينة من الأدوات القانونية والحصول على موافقته الاستشارية، بما في ذلك:
- جميع مشاريع القوانين التي يقترحها أعضاء غير برلمانيين قبل عرضها على البرلمان.
- أوامر صادرة عن مجلس الوزراء، موقعة من رئيس الوزراء والوزراء؛ أي أمر من هذا القبيل هو شكل من أشكال التشريع المفوض الذي يحدد كيفية تنفيذ أو إنفاذ قانون أو تشريع برلماني. عادةً، يُجيز القانون التشريعي أو يُحدد أو يحظر إجراءً مُعرّفًا بعبارات عامة، ويتطلب أمرًا حكوميًا لتحديد نطاقه وتطبيقه.

ويتم توزيع العمل الاستشاري للمجلس بين أقسامه الإدارية فيما يتعلق بالوزارة أو الدائرة المعنية بالأمر الحكومي.

## العدالة الإدارية
يعمل المجلس كمحكمة استئناف عليا لمحاكم القانون الإداري. وينظر في الدعاوى المرفوعة ضد القرارات الإدارية على المستوى الوطني (ولا سيما الأوامر واللوائح والأنظمة وقرارات السلطة التنفيذية) والطعون المقدمة من المحاكم الإدارية الأدنى. قرارات المجلس نهائية وغير قابلة للطعن.
مع أن مجلس الدولة ليس محكمةً بالمعنى الدقيق للكلمة، إلا أنه يعمل كهيئة قضائية من خلال الفصل في الدعاوى والمطالبات ضد السلطات الإدارية. ويمثل المدعين محامون من نقابة المحامين، وهم أعضاء مرخصون للمرافعة أمام المجلس ومحكمة النقض ويحمل أي محامٍ من هؤلاء لقب مستشار في المحكمة العليا (Avocat aux Conseils).

### الاختصاص القضائي الأصلي
ينظر المجلس في القضايا المرفوعة ضد قرارات الحكومة الوطنية، وخاصة الأوامر الحكومية، والقواعد واللوائح الوزارية، والأحكام الصادرة عن اللجان والهيئات والمجالس ذات الاختصاص الوطني، فضلاً عن الدعاوى المتعلقة بالمسائل الانتخابية الإقليمية والاتحاد الأوروبي.
وقد حكم المجلس بأن هذه الأفعال تقتصر على:
- العلاقات بين السلطة التنفيذية والسلطة التشريعية، على سبيل المثال، ما إذا كان ينبغي تقديم مشروع قانون إلى البرلمان؛
- الأفعال التي تشكل جزءًا لا يتجزأ من السياسة الخارجية الفرنسية. [5]

وفي هذا الدور، يوفر المجلس رقابة قوية على تصرفات السلطة التنفيذية.

### الاختصاص الاستئنافي
يتمتع مجلس الدولة بسلطة الاستئناف على أحكام الانتخابات المحلية الصادرة عن أي من المحاكم الإدارية السبعة والثلاثين.
يعمل كمحكمة نقض نهائية للقرارات الصادرة عن أي من محاكم الاستئناف الإدارية الثماني، مما يعني أنه ينظر في القضايا التي يجادل فيها المدعي بأن محكمة الاستئناف تجاهلت القانون أو أساءت تفسيره. إذا قررت أن محكمة الاستئناف الأصلية اتخذت القرار الخاطئ، فسيقوم مجلس الدولة في معظم الحالات بإحالة القضية إلى محكمة استئناف إدارية مختلفة لإعادة الحكم فيها. ومع ذلك، من أجل اتخاذ قرار أسرع والتفسير الصحيح للقانون (حسن إدارة العدالة)، له أيضًا الحق في الحكم في القضية دون إحالتها، وبالتالي يعمل كمحكمة استئناف للملاذ الأخير (الحكم النهائي).

### إجراءات المحكمة
كما هو الحال في معظم المحاكم الفرنسية، فإن نظام المحاكم في المجلس هو نظام تحقيقي، وتبدأ الإجراءات ببيان دعوى يفصل الخلفية الواقعية للقضية ولماذا يجب منح المستأنف الإغاثة. ثم يبدأ المجلس تحقيقًا رسميًا، ويطلب من المستأنف عليه، أي الحكومة أو وكالة أو مكتب حكومي، أن يقنع المجلس ببيان دفاع مفصل. لا يقع عبء الإثبات على المدعي؛ بدلاً من ذلك، يقرر المجلس ما إذا كان لدى المستأنف سبب لرفع الدعوى أم لا وما إذا كانت الحكومة مخطئة إذا كانت المعلومات التي قدمها المستأنف كافية لتحديد أدلة لم يتم الكشف عنها سابقًا. بالطبع، يجوز لكلا الطرفين تقديم مذكرات ومعلومات إضافية حتى تصبح القضية جاهزة للحكم النهائي.
يعتمد تشكيل الحكم على أهمية القضية، من حيث الفقه ومصلحة القانون. جميع التشكيلات تابعة لدائرة المطالبات الإدارية.
تُعالج القضايا الأصغر (التي لا تتضمن قضايا قانونية جديدة) من قِبل غرفة واحدة (تُعرف بالدوائر الفرعية، قبل إعادة تنظيمها عام 2016). يوجد 10 غرف. تُنسب القضايا الأكبر إلى الغرف الموحدة (chambres réunies)، وهي تشكيل يتكون من غرفتين، مع أنه في بعض القضايا المالية المهمة، يمكن أن تُعنى ثلاث أو أربع غرف، تندمج في تشكيل خاص ، وهو الغرفة "المالية الكاملة" (plénière fiscale). تُعنى القضايا الأكثر أهمية بتشكيل أحكام قسم المطالبات الإدارية. لا تُعنى إلا بالقضايا البالغة الأهمية، والتي تتضمن قضايا قانونية معقدة أو جديدة أو مهمة. يُعالج هذا التشكيل المحدد ما بين 20 و40 قضية سنويًا، والذي يضم رئيس الغرف العشر، ومساعدي رئيس قسم المطالبات الإدارية الثلاثة، ورئيس القسم، والذي يصل عدد أعضائه، بالإضافة إلى القاضي المسؤول عن التحقيق في القضية، إلى 15 عضوًا.

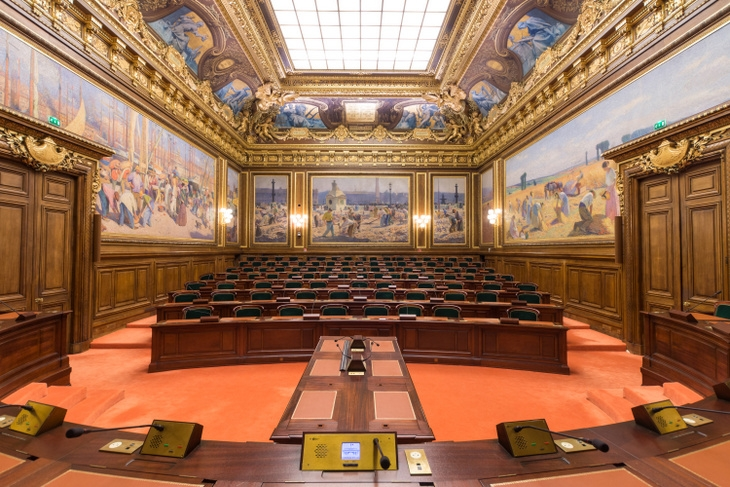
قاعة الجمعية العامة، حيث يجتمع أعضاء المجلس لحل القضايا الرئيسية

تُحل القضايا الكبرى من قِبل جمعية المطالبات الإدارية (Assemblée du contentieux). ويتواجد فيها جميع رؤساء الدوائر، برئاسة نائب رئيس مجلس الدولة. ويُنظر في أقل من عشر قضايا سنويًا.
كل القضايا، حتى تلك التي يتم حلها في نهاية المطاف من قبل جمعية المنازعات، يتم دراستها أولاً من قبل غرفة.
على الرغم من أن الإجراءات مكتوبة، كما هو الحال في القانون الإداري الفرنسي، إلا أن من أبرز سماتها الاستنتاج الشفهي للمقرر العام (قاضي الصلح العام)، الذي يُقدم رؤيته الشخصية للقضية، بنزاهة وحرية تامتين، من منظور قانوني بحت. غالبًا ما تكون قراءة الاستنتاجات من القضايا السابقة مفيدة لفهم عقلية القضاة ومبررات الحل المُقدم للقضية. ومع ذلك، وخلافًا لما هو الحال في ولايات القانون العام التي تعمل بموجب مبدأ "سوابق قضائية"، فإن هذه الأحكام السابقة لا تُشكل سابقة قانونية مُلزمة للقضاة الفرنسيين، الذين يظلون أحرارًا في تعديلها أو نقضها (فيما يُسمى "عكس الفقه").
منذ صدور أمر عام 2009 (رقم 2009-14، 7 يناير 2009)، أصبح من الممكن للأطراف التحدث بعد انتهاء جلسة الاستماع العامة للمقرر. ولا يستخدم المحامون هذه الإمكانية إلا في القضايا الكبرى، عندما يكون لها تأثير كبير (على سبيل المثال، قضية هوفمان-غليمان - 16 فبراير 2009- المتعلقة بتعويض ابنة يهودي مُرحّل خلال الحرب العالمية الثانية، والتي تنطوي على مسؤولية الدولة الفرنسية).
في بعض الحالات، قد يكون هناك بعض الالتباس حول ما إذا كان ينبغي الاستماع إلى القضية أمام محكمة القانون الإداري أو المحكمة القضائية، وفي هذه الحالة يتم عقد محكمة منازعات الاختصاص، أو محكمة النزاعات، المكونة من عدد زوجي من أعضاء مجلس الدولة وقضاة محكمة النقض، لتحديد من تُسند إليه المسألة. حتى عام 2015، كان وزير العدل يرأس هذه المحكمة، وكان صوته يكسر أي تعادل محتمل. واعتبارًا من عام 2015، ينتخب أعضاء المحكمة رئيسًا فيما بينهم لمدة 3 سنوات، وفي حالة التعادل، يمكن تعديل تكوين المحكمة ليشمل عدة قضاة آخرين.

### أهم أحكام مجلس الدولة
بممارسة المراجعة القضائية على جميع أعمال السلطة التنفيذية تقريبًا، قد تكون أحكام مجلس الدولة ذات أهمية كبيرة، وغالبًا لا تتعلق بالقضية نفسها التي يتم الحكم فيها، ولكن بأهميتها في تشكيل التفسير القانوني. في حين أن فرنسا دولة تطبق القانون المدني ولا توجد قاعدة رسمية للسوابق القضائية، تتبع المحاكم الأدنى مبدأ الفقه الثابت فيما يتعلق بمجلس الدولة. يتم جمع الأحكام الرئيسية للمجلس في تقارير قانونية ويعلق عليها العلماء؛ ويحمل الموقع الرسمي للمجلس قائمة بالتعليقات على القرارات المهمة. وقد شكل المجلس مذهبه القانوني الخاص الذي يتكون في الغالب من مبادئ مستمدة من القضايا ولكنه يتضمن قدرًا كبيرًا من الفقه المستمد من القوانين.
تُسمّى الأحكام بأسماء الأطراف المستأنفة في القضايا، وبألقاب رسمية للغاية. كان يُطلق على الرجال لقب "سيور" (Sieur)، وعلى النساء لقب "دام" (Dame) أو "ديموازيل" (Demoiselle)، وعلى الأرامل لقب "دام فيوف" (Dame veuve).
يصدر مجلس الدولة حوالي 10 آلاف حكم سنويًا.
جُمعت أهم الأحكام في منشور يُسمى "غاجا" ( Les Grands Arrêts de la Jurisprudence Administrative - الأحكام الرئيسية للفقه الإداري)، الذي نشرته دار دالوز، وكتبه نخبة من أبرز المؤلفين والقضاة الفرنسيين آنذاك (مثل برونو جينيفوا أو بروسبر فايل). يشرح هذا المنشور حوالي 120 حكمًا، من عام 1873 حتى الآن، ويستشهد بمئات الأحكام المهمة الأخرى.
تتضمن الأحكام الهامة ما يلي:
- 19 فبراير 1875 - الأمير نابليون
 إن اتخاذ قرارٍ لأسبابٍ سياسية لا يجعله "قرارًا حكوميًا" لا يمكن للمجلس البت فيه (إلغاء مبدأٍ سابق). كان أحد الأمراء قد عُزل من الجيش لأسبابٍ سياسية. وذكر المجلس أنه يجب النظر في قضيته، لكنه قرر لاحقًا أن قراره لا أساس له من الصحة لأن القانون ينص على إمكانية إلغاء تفويضه.
- 28 مايو 1954 - باريل. حرية الرأي للموظفين الحكوميين
 بعد رفض قبول عدد من الشيوعيين في المدرسة الوطنية للإدارة، تقرر أن الحكومة لا يمكنها استبعاد الأشخاص من التقدم لوظائف الخدمة المدنية فقط على أساس قناعاتهم السياسية.
- 19 أكتوبر 1962 – كانال وروبن وجودو
 لا يجوز للسلطة التنفيذية إصدار قرارات بموجب مراسيم إلا في نطاق ضيق يُخوّله القانون. ولا يجوز لها أن تُلزم بإنشاء محاكم تقع إجراءاتها وعدم إمكانية اللجوء إليها خارج نطاق المبادئ العامة للقانون الجنائي.
وكان هذا القرار مصدرا للتوترات بين المجلس والرئيس شارل ديغول آنذاك.
- 3 فبراير 1989 – شركة الخطوط الجوية الإيطالية
السلطة التنفيذية مسؤولة عن إلغاء قواعدها ولوائحها غير القانونية، حتى لو كانت قانونية في البداية. يجب أن يتوافق القانون التنظيمي مع توجيهات الاتحاد الأوروبي السارية.
- 27 أكتوبر 1995 - بلدية مورسانغ سور أورج، المعروفة أيضًا باسم "قضية رمي الأقزام".
يجب إدراج احترام كرامة الإنسان ضمن النظام العام (المبادئ التي تحكم المجال العام في فرنسا). في هذه الحالة، منع عمدة مدينة فعالية رمي الأقزام بدعوى أنها تتعارض مع "المصلحة العامة" لأنها لا تحترم كرامة الإنسان. هذا القرار لا يرقى إلى إدراج الأخلاق ضمن النظام العام.
- 30 أكتوبر، 1998 – ساران، ليفاخر وآخرون
يُعتد بالدستور الفرنسي في المعاهدات الدولية، بما فيها الأوروبية. ويُعدّ الدستور القاعدةَ العليا، فوق جميع القواعد القانونية الأخرى.
- 3 مارس 2004 – قضية الأسبستوس
وقد تتحمل الدولة مسؤولية عدم اتخاذ التدابير المناسبة، وفقاً للمعرفة العلمية الحالية، لحماية صحة العمال (ضد الأسبستوس)، حتى لو كان العمال يعملون لدى أصحاب عمل من القطاع الخاص.
- 3 أكتوبر 2008 - كومونة آنسي
وبما أن ميثاق البيئة مذكور في ديباجة الدستور الفرنسي، فإن جميع الحقوق والواجبات التي يحددها لها قيمة دستورية.

## المعهد الفرنسي للعلوم الإدارية
يرتبط مجلس الدولة بالمعهد الفرنسي للعلوم الإدارية. نائب رئيس مجلس الدولة هو رئيس المعهد، وأعضاؤه الرئيسيون هم مستشارو الدولة. في عام 2009، استضاف مجلس الدولة المؤتمر السنوي للمعهد، الذي نُظم تحت عنوان: "الأمن العام: شراكة بين السلطة العامة والقطاع الخاص".

## قراءة إضافية
- Bell، John (2000). "What is the Function of the Conseil d'Etat in the Preparation of Legislation?". The International and Comparative Law Quarterly. ج. 49 ع. 3: 661–672. DOI:10.1017/S0020589300064423. JSTOR:761401. S2CID:146580752.; with a comparison to the procedures used in the Government of the United Kingdom
- Beardsley، James (1975). "Constitutional Review in France". The Supreme Court Review. ج. 1975: 189–259. DOI:10.1086/scr.1975.3108812. JSTOR:3108812. S2CID:140742890.; discussion of the "general principles of Law"
- Lafon، Jacqueline Lucienne (1994). "La judicialisation de la politique en France". Revue Internationale de Science Politique. ج. 15 ع. 2: 135–142. JSTOR:1601561.
- Bruno Latour, "The Making of Law: An Ethnography of the Conseil d'Etat" - Cambridge, UK: Polity Press, 2009.
- Parris، Henry (1966). "The Conseil d'État in the Fifth Republic". Government and Opposition. ج. 2 ع. 1: 89–104. DOI:10.1111/j.1477-7053.1966.tb01155.x. S2CID:145327199.
- Martin A. Rogoff, "French Constitutional Law: Cases and Materials" – Durham, North Carolina: Carolina Academic Press, 2010.

## روابط خارجية
- الموقع الرسمي
- وثائق العمل المطبوعة لمجلس الدولة (1800-1814)
- قرارات هامة لمجلس الدولة
- ترجمات إنجليزية لبعض القرارات نسخة محفوظة 2007-06-10 على موقع واي باك مشين.

48°51′48″N 2°20′13″E / 48.86333°N 2.33694°E